# 福建省防军
福建省防军是中华民国大陆时期福建省的一支地方部队。
1927年，福建省政府主席杨树庄、委员方声涛为培植自己的嫡系力量而创建福建省防军，先后组建4个混成旅，前后存在5年多。

## 编制
- 福建省防军第一混成旅。1927年11月，福建省政府收编新编军独立团陈国辉部组成，规模最大时达2000余人。1928年7月，方声涛离开福建，改组后的省政府下令讨伐陈国辉部，取消番号，通缉陈国辉。1930年，方声涛回到福建主持政事，以福建省政府代主席名义下令取消通缉令，恢复陈国辉部番号，后又任命陈国辉为南安、永德（永春、德化）警备司令。十九路军进入福建后，为解决地方势力，树立声威，于1932年9月以驻闽绥靖公署令调陈国辉部到仙游、福清一带驻防；9月20日，陈国辉应绥靖主任蒋光鼐之命到福州，随即被扣留；10月，第一混成旅番号被撤销，该旅士兵交团长陈育材编为一个团。该部随即星散，盘踞晋江、南安一带为匪；12月，陈国辉被枪决。
- 福建省防军第二混成旅。1927年11月，由福建省政府收编新编军第一旅郭凤鸣部组成，1929年2月，被红军消灭。
- 福建省防军第三混成旅。1932年5月，福建省政府代主席方声涛整合福建境内的杂牌军，改编为第三混成旅，以福建省保安处参谋长陈维远为旅长，准其就地自筹兵粮。十九路军进入福建后，驻闽绥靖公署于8月下令遣散该旅。
- 福建省防军第四混成旅。1932年6月，福建省政府代主席方声涛整合福建境内的杂牌军，改编为第四混成旅，任命钱玉光为旅长，黄炳武为副旅长。同年8月，驻闽绥靖公署下令遣散该旅，并将该旅一部士兵改编为闽北公路工程队。
- 福建省防军教导团。1928年4月，在福州东湖成立教导团，萧叔宣中将任团长，下设3个营。从福州附近10县招募学兵约400人，为第1营，另招募新兵数百名。经过1年多的集中训练，参与围剿陈国辉部和闽西南红军，后移驻泉州。1930年秋，将3个营改编为2个支队，每个支队辖3个营，每个营下设3个连。1931年，回福州负责城防。1931年夏，福建省政府将教导团扩编为新的福建省防军第二混成旅，肖叔宣任旅长，原来的2个支队改为2个团。1932年秋，将收编的德化、永春湖洋、福清等民团汰弱留强，编为第三团。后来，该旅奉令转移到福清、莆田、仙游3县驻防。十九路军进入福建后，取消第一、三、四混成旅的番号，因第二混成旅素质较好，得以暂时保留。1933年5月，福建省政府将该旅改为福建省保安第一旅，归驻闽绥靖公署指挥。至此，福建省防军不复存在[1][1][2]。